# Lbín (Bžany)

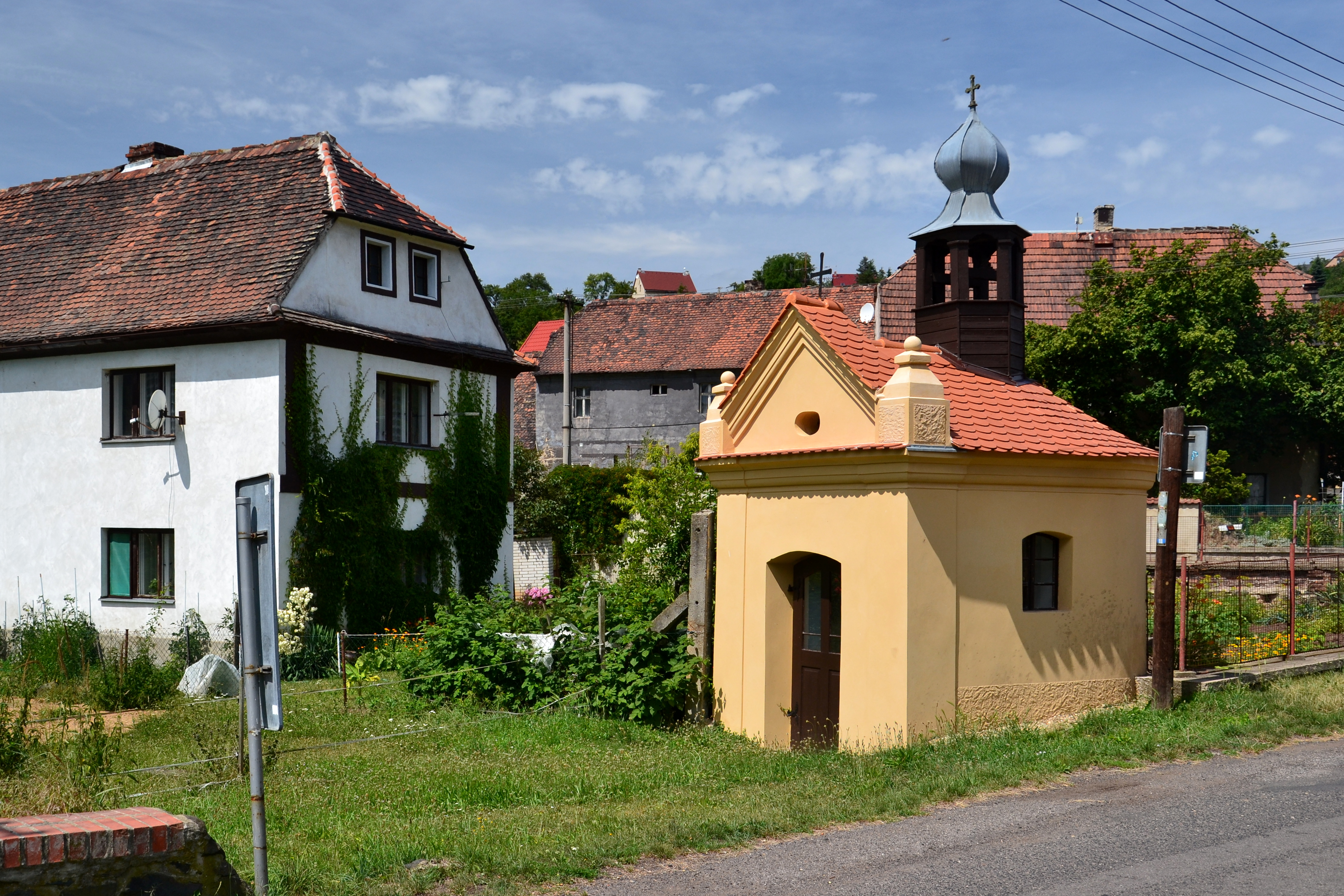
Kapelle in Lbín

Lbín (deutsch Welbine) ist ein Ortsteil der Gemeinde Bžany (deutsch Webeschan) im Okres Teplice in Tschechien.

## Geographische Lage
Das Dorf Lbín liegt etwa 2,5 Kilometer nordwestlich von Bžan im Tal der Bílina (Biela).

## Geschichte
Die erste schriftliche Erwähnung des Ortes stammt aus dem Jahr 1102. Er war im Besitz der mächtigen Familie Vrsov. Später gehörte ein Teil von Welbin den Teplitzern und der andere Teil den Rittern von Webeschan. 1540 kaufte Jacob Hodek aus Želevice den Ortsteil der Ritter von Webeschan ab. Seit 1547 wurden beide Dorfteile, die landwirtschaftlich geprägt waren, wieder vereint.
Ab 1938/39 war Welbine als Ortsteil von Schüttenitz und lag im Reichsgau Sudetenland, Landkreis Leitmeritz, Regierungsbezirk Aussig. Hier lebten im Jahre 1940 188 Einwohner. Nach Ende des Zweiten Weltkrieges mussten die meisten deutschen Bewohner des Ortes diesen zwangsweise räumen und die Tschechoslowakei verlassen.
Der Ort war in seiner langen Geschichte bereits mehreren umliegenden Gemeinden zugeordnet. Seit dem 1. Juli 1980 ist es ein Ortsteil der Gemeinde Bžany im Bezirk Teplice.

## Sehenswürdigkeiten
- restaurierte Kapelle
- Steinbrücke über den Fluss Bílina im Dorf aus der Mitte des 18. Jahrhunderts

## Persönlichkeiten
- Kurt Schreier (1919–1994), Kinderarzt und Hochschullehrer in Heidelberg